# Energía solar en México

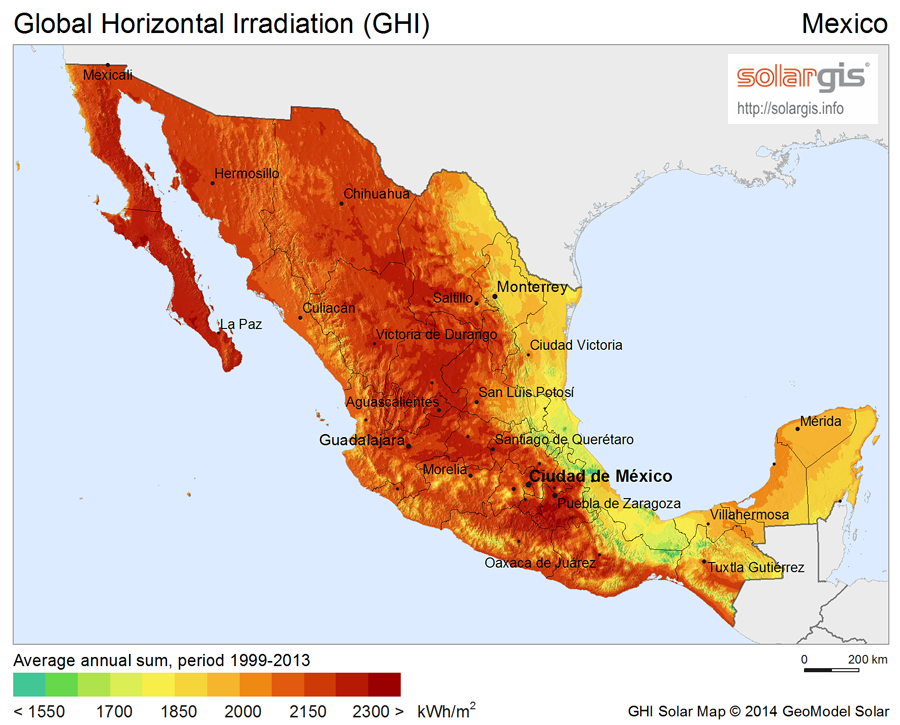
Mapa de radiación solar en México.

La energía solar en México tiene un enorme potencial de generación de vastas cantidades de energía. Un 70% de su territorio presenta una irradiación superior a 4,5 kWh/m²/día, lo que lo convierte en un país muy soleado, e implica que utilizando la tecnología fotovoltaica actual, una planta solar de 25 km² en cualquier lugar del estado de Chihuahua o el desierto de Sonora (que ocuparía el 0,01% de la superficie de México) podría proporcionar toda la electricidad demandada por el país.

## Energía solar fotovoltaica
La energía solar fotovoltaica se ha desarrollado en México a un ritmo cada vez mayor en los últimos años, contando actualmente con más de 200 MW instalados. El proyecto Aura Solar, situado en La Paz (Baja California Sur), inaugurado a principios de 2014, tenía previsto generar 82 GWh al año, suficiente para abastecer el consumo de 164 000 habitantes (65 % de la población de La Paz), pero fue arrasado por el huracán Odile en septiembre del mismo año y la planta no opera desde entonces. La instalación cubría una superficie de 100 hectáreas con 131 800 módulos policristalinos sobre seguidores de un eje.
Otra planta fotovoltaica de 47 MW se encuentra en fase de planificación en Puerto Libertad (Sonora). La planta, originalmente diseñada para albergar 39 MW, se amplió para permitir la generación de 107 GWh/año.
En 2018 entró en funcionamiento la que hasta el momento es la planta solar más grande de América, y la segunda en tamaño en el mundo, en el municipio de Villanueva, Coahuila. Esta planta tiene una capacidad de producción anual de 1.7 GWh.
En cuanto a la generación distribuida, a inicios del 2019 existen más de 80 mil contratos de generación distribuida en el país, lo que implica una capacidad de generación de 496 MW en techos de casas y comercios en el territorio nacional. Tan solo en 2018 se instalaron más de 40 mil sistemas fotovoltaicos; un incremento de casi el 50% en comparación con los 27 mil que se instalaron durante el 2017, y aún mayor respecto a las 12 mil instalaciones realizadas durante el año anterior.

### Balance neto en México
En México existe desde 2007 un esquema de interconexión mediante balance neto (net-metering) para fuentes de energía fotovoltaica a pequeña escala en todas las regiones del país donde opera la Comisión Federal de Electricidad y la infraestructura lo permite. Bajo el esquema mexicano de net-metering, el generador puede inyectar sus excedentes a la red pública de tal manera que se le abonen al pago de una tarifa mínima por producción con vigencia de 1 año; de no tener excedentes se le cobra la diferencia entre el consumo de la red y la generación del periodo, si esta diferencia resulta menor al costo de la tarifa mínima por producción, esta última se le cobra en lugar de la cantidad de energía suministrada por la red pública. En el 2017, se agregaron dos esquemas de interconexión adicionales: la facuración neta (net billing) y la venta total de energía. Bajo el esquema de net billing, la energía excedente se vende al precio del mercado mayorista al suministrador de energía, mientras en venta total toda la energía se vende.

## Energía solar térmica

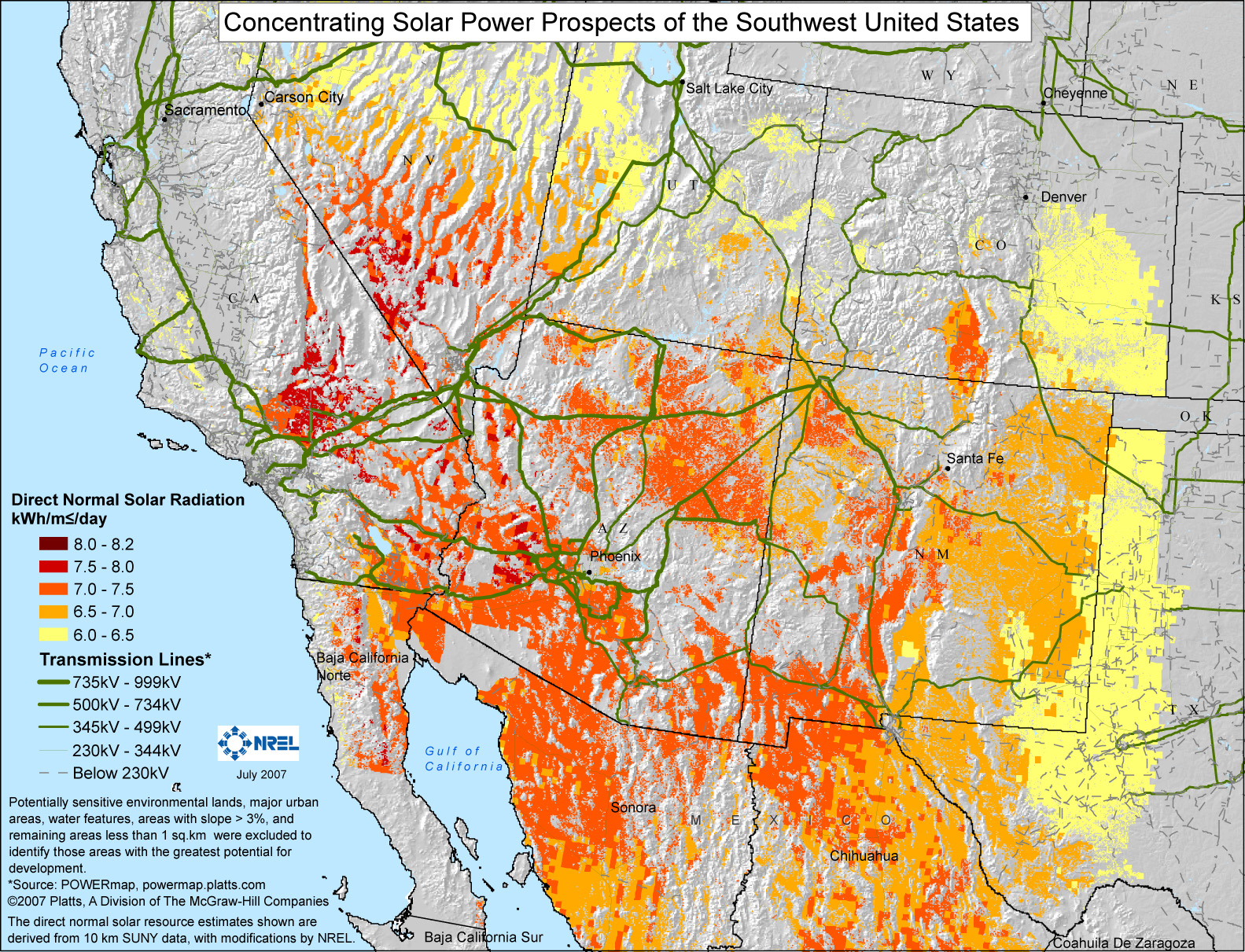
Perspectivas de producción de energía termosolar de concentración en el suroeste de Estados Unidos y el norte de México.

En lo que respecta a proyectos de energía termosolar de concentración, son varios los proyectos en curso. Una central térmica solar de 14 MW se construirá para hibirdación con una central de ciclo combinado de 478 MW que proporcionará electricidad a la ciudad de Agua Prieta, en Sonora. El Banco Mundial ha financiado este proyecto medianet 50 millones de dólares. También se planea la construcción de una planta termosolar de 450 MW en Baja California.

## Desarrollo futuro
Se espera que México experimente un mayor crecimiento en los próximos años, con el fin de alcanzar el objetivo de cubrir el 35% de su demanda energética a partir de energías renovables en 2024, según una ley aprobada por el gobierno mexicano en 2012.
Para 2018, el país había alcanzado el 24.12 de generación de energía de fuentes limpias, llegando así a menos de un punto porcentual del 25% que se había fijado como meta para dicho año.  Ese mismo año, entraron en operación las primeras fases de seis de los proyectos ganadores en las primeras Subastas Eléctricas. Los seis proyectos en total tienen capacidad de 1,564.93 MW. De ellos, cuatro son proyectos fotovoltaicos, con una capacidad total de 965.93 MW